# Lobby israeliana
Con il termine lobby israeliana si suole generalmente indicare l'influenza internazionale che attuano gruppi d'interesse pro-israeliani, tramite organizzazioni, associazioni e individui legati tra loro dal comune interesse di incidere sulle istituzioni legislative, sull'industria mediatica, l'opinione pubblica e le relazioni internazionali in favore di una politica estera favorevole allo Stato di Israele, alle sue specifiche politiche del governo eletto e al sionismo.
I gruppi includono storicamente organizzazioni sia laiche che religiose, appartenenti a correnti cristiane ed ebraico-americane. Nel corso degli anni le dimensioni e l'influenza della coalizione filo-israeliana sono aumentate notevolmente, tanto da considerare alcune nazioni (come gli Stati Uniti) tradizionalmente dedicate alla causa sionista.

## Storia
Nel XIX secolo, alcune neonate correnti cristiane, precedenti alla nascita del sionismo e della considerazione generale di creare uno stato ebraico, promossero il ritorno degli ebrei in Terra santa.
Queste associazioni religiose divennero col tempo un gruppo di pressione coeso nell'interesse generale di influenzare la politica degli Stati Uniti in favore della causa israeliana. Una delle prime opere più importanti sul neonato dibattito politico-religioso fu il libro The Valley of Vision; or, The Dry Bones of Israel Revived di George Bush, professore di Ebraico presso la New York University e antenato dell'omonima famiglia di politici. Nel testo si denunciava l'oppressione secolare nei confronti degli ebrei, e l'idea generale sempre più forte di una politica decisa da parte dei governi in favore della costituzione di uno Stato ebraico. Fino al periodo prebellico, l'opera di Bush vendette all'incirca un milione di copie.
Il Blackstone Memorial del 1891 fu un altro forte tentativo da parte del restaurazionismo cristiano di persuadere il governo del presidente statunitense in carica Benjamin Harrison di favorire una politica filo-israeliana. Guidati da William Eugene Blackstone, i movimentisti erano convinti che se il presidente Harrison avesse aperto un dialogo con il sultanato ottomano, sarebbe stato possibile cedere la Palestina agli ebrei.
Dopo che il membro della Corte suprema di giustizia, Louis Brandeis, aderì nel 1914 al movimento sionista americano, il numero delle persone che accettavano in parte o del tutto l'ideologia sionista aumentò notevolmente, e sotto la sua guida si contarono più di 200.000 adesioni. Brandeis favorì campagne di raccolta fondi per aiutare la vita degli ebrei nell'Europa in pieno conflitto, riuscendo ad ottenere diversi milioni di dollari e facendo diventare da quegli anni il "centro finanziario per il movimento sionista internazionale".
L'accettazione comune del sionismo si espanse quindi dagli Stati Uniti al resto del mondo occidentale, ottenendo sempre più consensi. Nel Regno Unito il movimento fu legittimato ufficialmente dal governo con il Balfour Declaration of 1917.
Il Congresso degli Stati Uniti passò il primo punto d'intesa per il supporto della creazione di uno Stato ebraico in Palestina il 21 settembre 1922.
Durante il governo di Dwight D. Eisenhower, la politica filo-israeliana non fu in prima linea a causa del nascente confronto con l'Unione Sovietica e l'espansione nel Medio Oriente. L'influenza decisionale dei movimenti sionisti americani fu quanto mai drastica e l'interesse del nuovo governo per essi fu abbastanza altalenante e dubbioso, tanto che fu aperta un'indagine governativa per investigare sulle attività dell'American Zionist Council. In relazione a questi fatti, in quell'epoca è stata datata la formazione di una prima lobby indipendente sionista.
In una indagine a parte appartenente al Senato, si scoprì invece che l'American Zionist Committee for Public Affairs fondato da Isaiah L. "Si" Kenen nel 1953, fu finanziato dalla sua creazione sino agli anni sessanta dal governo israeliano.
Fino agli anni sessanta, quindi, la pressione delle lobby pro e israeliane riguardo alla politica dedicata alla causa sionista da parte degli Stati Uniti fu abbastanza debole e poco considerata. Secondo George Friedman, fino al 1967 gli "Stati Uniti furono attivamente ostili nei confronti di Israele".
Nel libro The Israel Lobby and U.S. Foreign Policy di John Mearsheimer e Stephen Walt, vengono riprese le stesse considerazioni di Friedman, secondo cui dopo il 1967 gli Stati Uniti si attivarono fortemente a sostenere Israele attraverso pesanti manovre politiche ed economiche, che al 2004 avrebbero superato la soglia dei 140 miliardi €, come ad esempio il fondo annuale di 3 miliardi diretti in aiuti economici ad Israele, pari a 1/4 dell'intero bilancio statunitense stanziato per gli aiuti all'estero.

## Contesto
Molti studiosi vedono nel tradizionale favoritismo dei gruppi d'interesse ebraici a Israele, uno degli esempi più evidenti della forte influenza che hanno in America i gruppi di pressione di stampo etnico. È anche in larga parte accettato che il successo avuto dalla lobby sionista nella riuscita dei suoi progetti sia dovuto al forte sostegno ricevuto dai più numerosi e forti gruppi cristiani del primo periodo di sviluppo del sionismo.
I professori John Mearsheimer e Stephen Walt hanno scritto al London Review of Books il loro personale parere sulla lobby israeliana: "Nelle sue operazioni di base, la lobby israeliana non è molto diversa dai sindacati per i lavoratori o gruppi d'interesse per l'agricoltura o l'acciaio, o altre lobby di origine etnica. Non c'è nulla di improprio nei tentativi d'influenzamento degli ebrei americani e dei loro alleati cristiani sulla politica degli Stati Uniti: le attività della Lobby non sono una cospirazione del tipo rappresentato su I Protocolli dei Savi di Sion. Per una larga parte, i singoli e i gruppi che la compongono fanno le stesse cose che fanno gli altri gruppi d'interesse, solo che lo fanno molto meglio. Per contro, i gruppi d'interesse proarabi, che sono noti a tutti, essendo deboli, rendono il compito ancora più facile alla lobby israeliana."

## Struttura
Secondo Mitchell Bard dell'American Israel Public Affairs Committee, la "lobby israeliana (o proisraeliana) è composta sia da componenti formali che informali. Questi membri sono così intersecati tra loro in vari punti, che la distinzione tra uno e l'altro non è sempre chiara". Bard definisce come ala informale della lobby tutti quei comportamenti indiretti attuati dagli ebrei americani sull'opinione pubblica per volgere in proprio favore le politiche mediorientale degli Stati Uniti.
Gli ebrei americani partecipano alle operazioni di voto con un tasso di partecipazione maggiore rispetto ad altri gruppi, con una distribuzione del voto significativa in particolare in alcuni stati, fattore che può essere tenuto presente dai candidati elettorali.